# جشن سوپر یوساکوئی

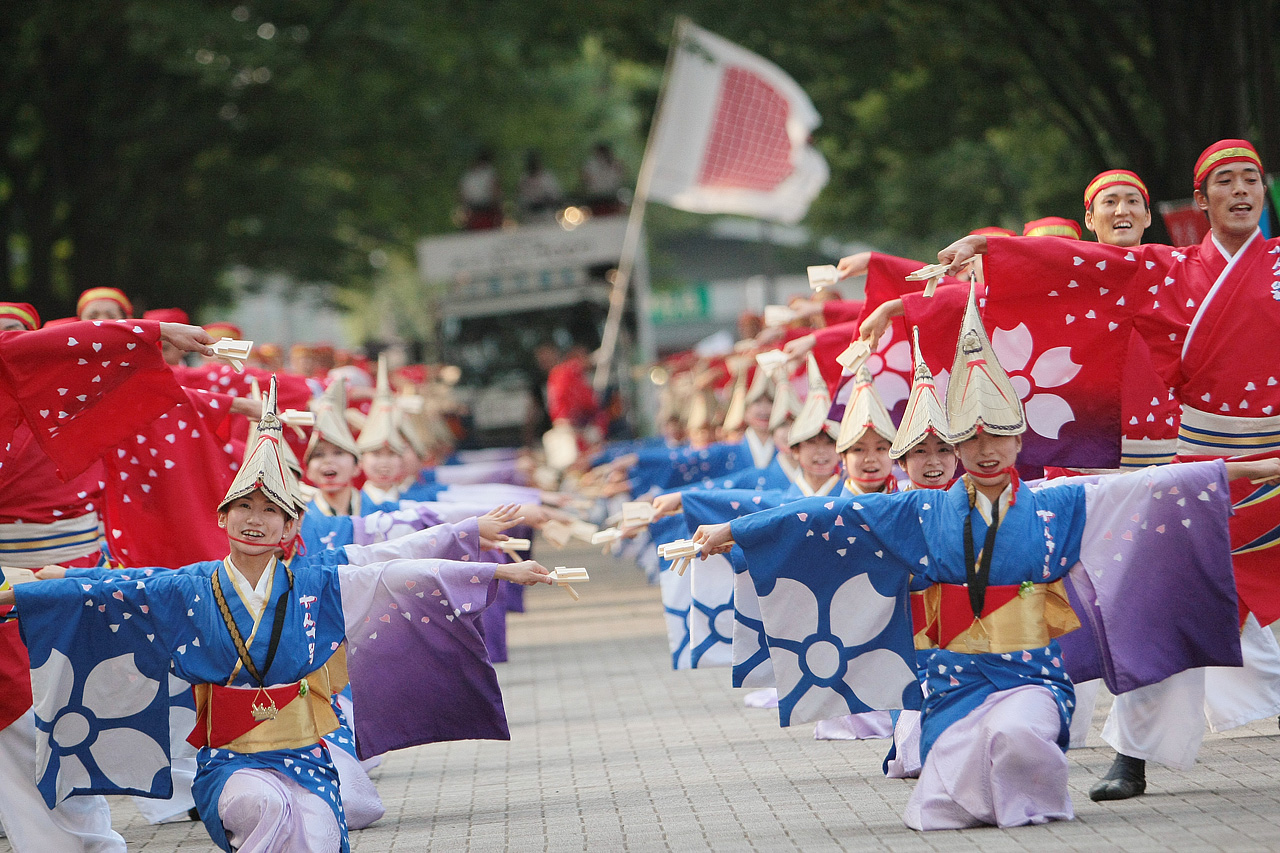
جشن سوپر یوساکوئی.

جشن سوپر یوساکوئی (به ژاپنی: スーパーよさこい) که به نام جشن هاراجیکو-اوموته ساندو گنگی ماتسوری (به ژاپنی: 原宿表参道元氣祭り) هم شناخته می‌شود، یکی از جشن‌های تابستانی توکیو پایتخت ژاپن است. محل برگزاری این جشن نسبتاً وسیع است و به‌طور هم‌زمان انجام رقص دسته جمعی در معبد میجی در منطقهٔ  شیبویا و مناطق هاراجیکو، پارک یویوگی و  اوموته ساندو انجام می‌گیرد. این جشن هر ساله در آخرین شنبه و یکشنبهٔ ماه آگوست به  مدت دو روز برپا می‌شود. برپایی این جشن از سال ۲۰۰۱ میلادی آغاز شده‌است. در حال حاضر تعداد شرکت کنندگان این جشن از یک میلیون نفر فراتر رفته‌است. رقص سنتی و دسته‌جمعی ژاپنی از برنامه‌های اصلی در طی برپایی جشن است.